# Dominique Blanc
Dominique Blanc (Lyon, 25 de abril de 1956) es una actriz francesa de cine, teatro y televisión.

## Carrera
Dominique ingresó a la escuela de teatro francés Cours Florent, donde fue entrenada en artes dramáticas. En 1980, a sugerencia de Pierre Romans, en cuya clase se encontraba, Patrice Chéreau fue a verla y la invitó a una actuación en la obra Peer Gynt de Henrik Ibsen. Tras su destacada actuación, se convirtió en una de las actrices preferidas de Chéreau.
Como una de las actrices francesas más aclamadas por la crítica, Blanc ha ganado cuatro Premios César, uno por Mejor Actriz en 2000 por Stand-by y tres a Mejor Actriz en un Papel de Reparto, en 1990 por May Fools, en 1992 por Indochine y en 1998 por Those Who Love Me Can Take the Train, y ha sido nominada en cuatro ocasiones más. El 6 de septiembre de 2008, ganó un premio en el Festival Internacional de Cine de Venecia a Mejor Actriz.

## Filmografía seleccionada
- 1984 - Lace
- 1988 - Natalia
- 1990 - May Fools
- 1992 - Indochine
- 1995 - Total Eclipse
- 1998 - Those Who Love Me Can Take the Train
- 1998 - La hija de un soldado nunca llora
- 2005 - Burnt Out
- 2008 - The Other One
- 2010 - A Cat in Paris
- 2016 - Peur de rien

## Premios y distinciones
Festival Internacional de Cine de Venecia
| Año  | Categoría                    | Película | Resultado |
| ---- | ---------------------------- | -------- | --------- |
| 2008 | Copa Volpi a la mejor actriz | L'autre  | Ganadora  |